# Historia Żydów w Albanii
Historia Żydów w Albanii sięga czasów rzymskich. W opinii historyka Apostola Kotaniego pierwsi Żydzi przybyli na terytorium dzisiejszej Albanii na statkach rzymskich ok. 70 r. n.e.

## Osadnictwo sefardyjskie
Jeden z najwcześniejszych dokumentów dotyczących obecności kupców żydowskich na ziemiach albańskich pochodzi z 1281. Sporządzony w Dubrowniku zawiera informację o dwóch kupcach żydowskich, którzy prowadzili interesy w Durrësie. Zwarte grupy ludności żydowskiej pochodzenia sefardyjskiego pojawiły się na terenach dzisiejszej Albanii w XVI-XVII w. Zamieszkiwali głównie Berat, Elbasan, Durrës i Wlorę, gdzie zajmowali się działalnością handlową. W 1520 we Wlorze notowano 609 domów żydowskich, w tym mieście znajdowała się też jedyna synagoga należąca do tej społeczności (zniszczona w czasie I wojny światowej). W XVII w. na terenach Albanii działał charyzmatyczny prorok Szabetaj Cewi, zesłany przez sułtana Mehmeda IV do Ulcinja w Czarnogórze.

## W niepodległej Albanii
W państwie albańskim, które uzyskało ograniczoną niepodległość w latach 1912–1913 społeczność żydowska była stosunkowo nieliczna. Większość kupców żydowskich przenosiła się do Grecji, gdzie mieli lepsze warunki dla prowadzenia działalności handlowej. Spis ludności z 1930 podawał 204 osoby pochodzenia żydowskiego, mieszkające na terenie Albanii. W kwietniu 1937 wspólnota żydowska doczekała się oficjalnego uznania przez władze Królestwa Albanii.

## Albański azyl
Po dojściu Hitlera do władzy, liczna grupa Żydów mieszkających do tej pory w Niemczech i Austrii podjęła decyzję o migracji. Herman Bernstein (ambasador USA w Albanii w latach 1930–1933) podjął rozmowy z władzami Albanii, aby te wydawały wizy dla migrujących Żydów tak, aby możliwe stało się ich osiedlanie w Albanii. Większość przybyszy osiedlało się w Tiranie i w Durrësie. Do 1938 wizy dla osób pochodzenia żydowskiego wydawała albańska ambasada w Berlinie. W tej grupie znalazł się także Albert Einstein, który po uzyskaniu wizy albańskiej przebywał przez kilka dni w Albanii, skąd udał się do Stanów Zjednoczonych. Ograniczenie żydowskiej migracji nastąpiło w latach 1938–1939, głównie wskutek nacisków włoskich. Liczba Żydów w Albanii systematycznie rosła w latach 1939–1943, kiedy uciekali oni przed prześladowaniami w Grecji i Jugosławii szukając bezpiecznego schronienia w Królestwie Albanii, znajdującym się wówczas pod okupacją włoską. Względne bezpieczeństwo zostało zagrożone tylko raz - 14 marca 1942 r. 51 Żydów z Kosowa zostało aresztowanych przez włoską policję i przekazanych stronie niemieckiej. Cała ta grupa została wywieziona do obozów koncentracyjnych i wymordowana.

## Albański Holocaust
Jako kraj, w którym w czasie II wojny światowej społeczność żydowska znacząco wzrosła, Albania pozostaje wyjątkiem wśród krajów europejskich. Po kapitulacji Włoch we wrześniu 1943 r. Albania znalazła się pod okupacją niemiecką. Żądania niemieckie, kierowane do albańskich władz kolaboracyjnych, aby dokonać spisu ludności żydowskiej na ziemiach albańskich zostały zignorowane, a większość Żydów znalazła schronienie u rodzin albańskich (w tym także muzułmańskich), gdzie mogła przetrwać bezpiecznie okres okupacji.
Przypadki aresztowania i deportacji Żydów na terenie Albanii były incydentalne i wiązały się najczęściej z działalnością osób pochodzenia żydowskiego w ruchu oporu. Największą deportację Żydów z Kosowa przeprowadzili w kwietniu 1944 żołnierze albańsko-niemieckiej 21 Dywizji SS-Skanderbeg. 281 Żydów aresztowanych w Prisztinie trafiło do obozu w Bergen-Belsen, w którym połowa deportowanych zmarła. W 1944 liczba Żydów na terytorium Albanii sięgała 1800 osób

## W okresie komunizmu
Większość Żydów, która przeżyła wojnę w Albanii w latach 1946–1947 wyemigrowała do Izraela i Stanów Zjednoczonych. Stosunkowo niewielka społeczność, licząca kilkadziesiąt osób przetrwała w Albanii okres komunizmu. Z uwagi na izolację Albanii w okresie rządów Envera Hodży społeczność ta nie nawiązywała samodzielnie kontaktów ze światem zewnętrznym, nie utrzymywała synagogi ani domów modlitwy. Większość z nich opuściła Albanię w 1997, w czasie kryzysu piramidowego.

## Aktualna sytuacja społeczności żydowskiej
Po migracji wywołanej kryzysem piramidowym 1997 liczba Żydów w Albanii jest szacowana na 40-50 osób. W 2010 rozpoczął w Tiranie działalność Żydowski Ośrodek Kulturalny im. Moshe Rabbenu. W tym samym roku funkcję naczelnego rabina Albanii objął przybyły z Salonik - Joel Kaplan.

## Pamięć
W lipcu 2020 w parku znajdującym się w pobliżu Jeziora Tirańskiego (Liqeni i Tiranes) odsłonięto pomnik poświęcony ofiarom Holocaustu.